# Francisco de Paula Leite de Sousa
Francisco de Paula Leite de Sousa (Lisboa, 7 de marzo de 1747-Lisboa, 6 de julio de 1833), fue un almirante portugués.

## Carrera militar
Se alistó en la Marna Real Inglesa en 1763, donde tuvo una brillante carrera, alcanzando el grado de comandante de escuadrón.
En 1807 era teniente general del ejército portugués y gobernador de las provincias de Extremadura y Alentejo. Participó en la llamada Guerra Peninsular por los ingleses, en la zona de Portugal, y luchó en particular en la Batalla de Évora.
Murió de cólera el 6 de julio de 1833.